# Vicariato apostolico di Puerto Gaitán
Il vicariato apostolico di Puerto Gaitán (in latino: Vicariatus Apostolicus Portus Gaitani) è una sede della Chiesa cattolica in Colombia immediatamente soggetta alla Santa Sede. Nel 2022 contava 203.200 battezzati su 217.800 abitanti. È retto dal vescovo Raúl Alfonso Carrillo Martínez.

## Territorio
Il vicariato apostolico comprende il comune di Puerto Gaitán nel dipartimento di Meta, e la parte occidentale del comune di Cumaribo nel dipartimento di Vichada.
Sede del vicariato è la città di Puerto Gaitán, dove si trova la cattedrale di Maria Madre della Chiesa.
Il territorio si estende su una superficie di 50.400 km² ed è suddiviso in 12 parrocchie.

## Storia
Il vicariato apostolico è stato eretto il 22 dicembre 1999 con la bolla Manifestavit Dominus di papa Giovanni Paolo II, ricavandone il territorio dalla prefettura apostolica di Vichada, contestualmente soppressa, e dalla diocesi di Villavicencio (oggi arcidiocesi).

## Cronotassi dei vescovi
Si omettono i periodi di sede vacante non superiori ai 2 anni o non storicamente accertati.
- José Alberto Rozo Gutiérrez, S.M.M. † (22 dicembre 1999 - 2 marzo 2012 ritirato)
  - Sede vacante (2012-2014)
- Luis Horacio Gómez González † (10 luglio 2014 - 8 aprile 2016 dimesso)
- Raúl Alfonso Carrillo Martínez, dall'8 aprile 2016

## Statistiche
Il vicariato apostolico nel 2022 su una popolazione di 217.800 persone contava 203.200 battezzati, corrispondenti al 93,3% del totale.
| anno | popolazione | popolazione | popolazione | presbiteri | presbiteri | presbiteri | presbiteri                | diaconi | religiosi | religiosi | parrocchie |
| anno | battezzati  | totale      | %           | numero     | secolari   | regolari   | battezzati per presbitero | diaconi | uomini    | donne     | parrocchie |
| ---- | ----------- | ----------- | ----------- | ---------- | ---------- | ---------- | ------------------------- | ------- | --------- | --------- | ---------- |
| 2000 | 23.700      | 42.000      | 56,4        | 9          | 1          | 8          | 2.633                     |         | 8         | 10        | 2          |
| 2001 | 50.000      | 60.000      | 83,3        | 15         | 5          | 10         | 3.333                     |         | 11        | 6         | 9          |
| 2002 | 55.000      | 65.000      | 84,6        | 13         | 5          | 8          | 4.230                     |         | 9         | 10        | 9          |
| 2003 | 65.000      | 90.000      | 72,2        | 15         | 7          | 8          | 4.333                     |         | 9         | 10        | 16         |
| 2004 | 70.000      | 110.000     | 63,6        | 15         | 7          | 8          | 4.666                     |         | 9         | 10        | 8          |
| 2010 | 78.900      | 122.000     | 64,7        | 26         | 21         | 5          | 3.034                     |         | 5         | 5         | 6          |
| 2014 | 82.700      | 129.500     | 63,9        | 35         | 20         | 5          | 3.308                     |         | 10        |           | 10         |
| 2017 | 194.525     | 208.870     | 93,1        | 27         | 25         | 2          | 7.204                     |         | 4         |           | 13         |
| 2020 | 196.885     | 211.400     | 93,1        | 28         | 26         | 2          | 7.031                     |         | 6         |           | 13         |
| 2022 | 203.200     | 217.800     | 93,3        | 22         | 21         | 1          | 9.236                     |         | 3         |           | 12         |